# Hans von der Malsburg
Hans von der Malsburg (* 5. Juni 1831 auf Schloss Escheberg bei Zierenberg; † 2. Februar 1908 in Kassel) war ein deutscher Rittergutsbesitzer und Politiker.

## Leben
Hans von der Malsburg studierte Rechtswissenschaften in Heidelberg und wurde dort 1851 Mitglied des Corps Guestphalia. Er wurde zum Dr. jur. promoviert. Er war Rittergutsbesitzer auf Escheberg, Oedinghausen und Ober- und Niederelsungen. 1874 wurde er als Vizemarschall der Althessischen Ritterschaft in die kurhessische Ständeversammlung gewählt. 1880 wurde er als Vertreter des Kreises Wolfhagen Mitglied des Kommunallandtages, 1881 dessen Vizepräsident und 1890 Vorsitzender. Bis 1899 war er auch Präsident des Provinziallandtages und Vorsitzender des Provinzialausschusses.
Daneben war von der Malsburg Vorsitzender des Gesamt-Synodalausschusses für den Regierungsbezirk Kassel und Mitglied im Vorstand des hessischen Diakonissenhauses. Nach Rücktritt von seinen ehrenamtlichen Funktionen wurde er zum Wirklichen Geheimen Rat und Mitglied des preußischen Herrenhauses ernannt.